# 岩湾乡
岩湾乡，是中华人民共和国重庆市奉节县下辖的一个乡镇级行政单位。

## 行政区划
岩湾乡下辖以下地区：
五星村、酢坊村、岩湾村、平石村、庙坡村和板仓村。